# Jenő Brandi

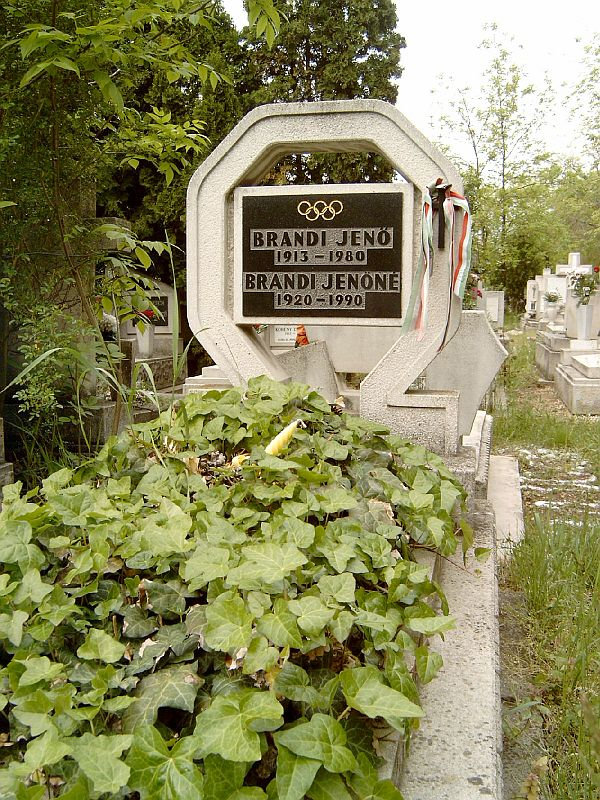
Graf van Brandi

Jenő Brandi (Boedapest, 13 mei 1913 – aldaar, 4 december 1980) is een voormalig Hongaars waterpolospeler.
Jenő Brandi nam als waterpoloër tweemaal succesvol deel aan de Olympische Spelen in 1936 en 1948. In 1936 speelde hij zes wedstrijden, waaronder de finale, en veroverder een gouden medaille. In 1948, in Londen, speelde hij drie wedstrijden, en bemachtigde hij een zilveren medaille.
Jenő Brandi · 
Mihály Bozsi · 
György Bródy · 
Olivér Halassy · 
Kálmán Hazai · 
Márton Homonnai · 
György Kutasi · 
István Molnár · 
János Németh · 
Miklós Sárkány · 
Sándor Tarics
Jenő Brandi · 
Oszkár Csuvik · 
Dezső Fábián · 
Dezső Gyarmati · 
Endre Győrfi · 
Miklós Holop · 
László Jeney · 
Dezső Lemhényi · 
Pál Pók · 
Károly Szittya · 
István Szívós sr.
- International Standard Name Identifier: 0000 0000 7925 867X
- Virtual International Authority File: 121432549